# Alfred Hoffmann (Fußballspieler)
Alfred Hoffmann (* 10. Juni 1918 in Fürth; † 9. Februar 1995 ebenda) war ein deutscher Fußballspieler und -Trainer, der von 1945 bis 1954 als Aktiver der SpVgg Fürth und von Viktoria Aschaffenburg in der Fußball-Oberliga Süd 68 Spiele absolviert (1 Tor) hat; zuvor war Hoffmann bereits während des Zweiten Weltkriegs für Fürth ab 1941 in der Gauliga Bayern zum Einsatz gekommen. Er war als Fußballtrainer durchgehend von 1956 bis 1976 im Vertragsfußball tätig, darunter von 1963 bis 1974 die gesamte Ära der damals zweitklassigen Fußball-Regionalliga Süd.

## Laufbahn

### Spieler, bis 1954
Hoffmann wuchs in der Fürther Südstadt auf und besuchte die Volksschule an der Frauenstraße und anschließend die Oberrealschule. Am 14. September 1928 trat er der Spielvereinigung Fürth bei und durchlief alle Schüler- und Jugendmannschaften der Grün-Weißen. Er spielte in der Jugend mit Könnern wie Hans Fiederer und Ludwig Janda zusammen. Unter Trainer Alv Riemke wurde er 1938 in die erste Mannschaft aufgenommen. Nach einer Verwundung im Zweiten Weltkrieg kam er 1941 an die Heeressportschule Wünsdorf, machte dort seinen Sportlehrer und wurde Wehrmachtstrainer. Das Kriegsende erlebte er in Bamberg, wo er dann auch nach 11 Oberligaeinsätzen für Fürth bei den „Violetten“ die restlichen Spiele in der bayernweiten Landesliga Bayern 1945/46 unter Trainer Hans „Bumbes“ Schmidt bestritt und mit Meister Bamberg in die Oberliga Süd aufstieg. An der Seite von Mitspielern wie Kuno Krügel, Fritz Machate, Georg Ulzheimer und Fritz Wilde startete Aufsteiger Bamberg mit Mittelläufer Fred Hoffmann mit vier Erfolgen gegen den Karlsruher FV (2:0), FC Bayern München (2:1), VfR Mannheim (2:1) und beim FSV Frankfurt (2:0) mit 8:0 Punkten in die Oberliga Süd. Die Siegesserie reißt aber ab, nicht zuletzt weil die Leistungsträger Machate und Wilde nach Hamburg wechseln. Am Ende der Runde 1946/47 reichen 27 Punkte aus 38 Spielen nur zum drittletzten Tabellenplatz und das Gastspiel in der höchsten süddeutschen Spielklasse war schon nach einem Jahr vorbei. „Fred“ Hoffmann vertrat in 32 Ligaspielen die Farben von Bamberg; die Verbandsrunde endete am 13. Juli 1947 mit einem 1:1 beim VfB Stuttgart. Hoffmann unterschrieb, blieb aber nach dem Abstieg nicht in Bamberg, er unterschrieb zur Runde 1947/48 bei Viktoria Aschaffenburg einen neuen Vertrag und verblieb damit weiter in der Oberliga Süd.
Aber auch mit der Mannschaft um Ex-Nationalspieler Ernst Lehner kämpfte er wieder gegen den Abstieg und stieg 1947/48 erneut in das Amateurlager ab. Der 17. Platz reichte in der 20er-Liga nicht zum Klassenverbleib. Hoffmann blieb aber bei der Viktoria, spielte zwei Jahre in der Amateurliga Hessen und erreichte 1950/51 mit der Vizemeisterschaft in der 2. Liga Süd die Rückkehr in die Oberliga. Dort lief er letztmals am 31. Januar 1954 bei einer 1:6-Auswärtsniederlage beim FC Schweinfurt 05 für Aschaffenburg auf; Namensvetter Rudolf Hoffmann eröffnete als Jungtalent in dieser Runde seine höherklassige Karriere in Aschaffenburg. Von 1952 bis 1956 war der gebürtige Fürther erstrangig als Co-Trainer und Spielausschussvorsitzender bei der Viktoria im Einsatz gewesen. Zur Runde 1956/57 übernahm er sein erstes Cheftraineramt beim Zweitligisten FC Bayern Hof.

### Trainer, 1956 bis 1994

#### 2. Liga und Oberliga Süd, 1956 bis 1963
Bei den Schwarz-Gelben vom Stadion Grüne Au führte er die Oberfranken in drei Jahren gewissenhafter Trainerarbeit in die Spitze der 2. Liga Süd und stieg in der Saison 1958/59 mit seiner Mannschaft als Vizemeister in die Oberliga Süd auf. Mit Spielern wie Alfred Horn und Heinz Winterling hatte er diesen unerwarteten Erfolg mit dem Verein aus dem Zonenrandgebiet und der gerade über 50.000 Einwohnern bestehenden Kleinstadt erreicht. Im ersten Hofer Oberligajahr, 1959/60, glückte mit dem 13. Rang der Klassenerhalt. Er arbeitete nüchtern und zielstrebig, war kein Phantast, aber ein Fußballfachmann erster Güte, der es verstand mit Spielern und Funktionären umzugehen. Nach vier Jahren in Hof nahm er zur Runde 1960/61 das Angebot der TSG Ulm 1846 an und wechselte in die Münsterstadt.
Im ersten Jahr stieg er mit Ulm ab, umgehend erreichte er 1961/62 als Vizemeister der 2. Liga Süd aber die Oberligarückkehr. Der Torhüter der Schwarz-Weißen, Wolfgang Fahrian, fand als Zweitligaspieler die Aufnahme in den Kader für die Weltmeisterschaft 1962 in Chile und stand in Südamerika auch in den vier deutschen Spielen im Tor der Mannschaft von Bundestrainer Sepp Herberger. Im letzten Jahr der alten erstklassigen Oberliga Süd, 1962/63, belegte Ulm mit Spielern wie Fahrian, Erwin Hoffmann, Dieter Praxl, Manfred Ruoff und Helmut Siebert den 8. Rang und war damit für die ab 1963/64 startende Fußball-Regionalliga Süd qualifiziert. Nach drei Jahren in Ulm zog „Fred“ Hoffmann nach Mannheim und übernahm zum Start der neuen Zweitklassigkeit im DFB-Fußball, 1963/64, Waldhof Mannheim in der Regionalliga Süd.

#### Regionalliga Süd, 1963 bis 1974
Im süddeutschen Unterbau der eingleisigen Fußball-Bundesliga sollte der Mann aus Fürth die nächsten elf Jahre durchgehend als Coach verbringen; die gesamte Zeit der zweitklassigen Regionalliga, vom Start 1963 bis zum Ende 1974. Mit den Schwarz-Blauen vom SV Waldhof startete er am 4. August 1963 mit einem 3:3-Heimremis gegen seinen alten Heimatverein SpVgg Fürth in die neue Liga. Waldhof tat sich schwer, nach vorne tat sich nichts, am Ende musste sich Hoffmann mit Spielern wie Alfred Brecht, Wolfgang Höfig, Rolf Lederer, Albert Preis und Heinz Schmitt im Regionalligadebütjahr mit dem 11. Rang vorlieb nehmen. In den folgenden zwei Runden ging es in der Tabelle deutlich nach vorne. Er belegte mit Waldhof 1964/65 den 4. und 1965/66 den 3. Rang. Günter Träutlein, Friedrich Zipperer und Karl-Heinz Kiß verstärkten den Spielerkader, Höfig, Lederer, Helmut Maklicza und Klaus Sinn spulten gewohnt zuverlässig ihre Leistungen ab und Flügelflitzer Heinz Schmitt erzielte beim Erreichen des 3. Ranges 19 Tore.
Nach drei Jahren SV Waldhof zog es Hoffmann in den Schwarzwald und er übernahm zur Saison 1966/67 den Freiburger FC. Der Franke löste Vladimir Beara ab, welcher mit dem FFC 1965/66 nur knapp den Klassenerhalt erreicht hatte. Neben seiner fachlich fundierten Arbeitsweise und seiner Ruhe ausstrahlenden Persönlichkeit hatte er aber auch das Glück mit Karl-Heinz Bente, Helmut Siebert, Fred Englert und dem aus der eigenen Jugend entwachsenen Fritz Treuheit, vier Spieler neu zum Spielerkader bekommen zu haben, die sich alle als Verstärkung erwiesen. Der wusselige und torgefährliche Angreifer Gerd Klier erzielte 18 Tore in der Runde und Hoffmann landete mit Freiburg auf dem 7. Rang. Vor dem Rundenbeginn 1967/68 hatte Freiburg aber die Abgänge von Klaus-Peter Jendrosch, Englert, Klier und dem ein Jahr Pause einlegenden Horst Wilkening zu verkraften. Es kamen zwar mit Heimkehrer Werner Anzill sowie Jürgen Billmann, Gert Fröhlich, Günter von de Fenn und Jürgen Gensheimer gute Neuzugänge zum Team vom Möslestadion, aber Trainer Hoffmann stand vor der Aufgabe unter Zeitdruck eine neue Mannschaft formieren zu müssen. Er konnte auf keinen Fall auf der guten Grundlage des Vorjahres die Verbesserung durch Feinarbeit fortsetzen. Er musste Schwerstarbeit leisten und am Start über Wochen mit Nackenschlägen umgehen. Nach den sechs Startspielen stand der FFC mit 0:12 Punkten auf dem letzten Platz, Krisensitzungen folgten, die Trainereiche wankte, fiel aber nicht. Am Rundenende stand Hoffmann mit Freiburg auf dem 9. Rang und die Zusammenarbeit hätte weiter gehen können. Es kam aber ein Ruf aus seiner Heimat und er unterschrieb zur Saison 1968/69 bei der SpVgg Fürth einen neuen Vertrag und nahm Abschied von Freiburg.
Mit Spielern wie Torhüter Peter Löwer, Richard Albrecht, Hermann Marchl, Walter Rauh, Manfred Ebenhöh, Egon Pieper, Helmut Klump und Bernhard Bergmann belegte Hoffmann mit den Grün-Weißen vom Ronhof in den folgenden drei Runden die Plätze 7. (1969), 8. (1970) und 7. (1971). In die Tabellenspitze reichte es nicht, die Wunschträume zum Einzug in die Bundesligaaufstiegsrunden konnten nicht umgesetzt werden, aber Kampf um den Klassenerhalt stand auch nicht in den drei Runden an. Zur Runde 1971/72 unterschrieb Hoffmann einen neuen Trainervertrag beim VfR Heilbronn und wechselte in das Unterland, in die „Käthchenstadt“ am Neckar.
Auch hier gelang es Hoffmann mit seinem ausgeglichenen Wesen und seiner fachlichen Autorität Ruhe in den Verein zu bringen, mit seiner Mannschaft guten Fußball zu spielen und das Wort Abstiegsgefahr nicht aufkommen zu lassen. Mit Spielern wie Torhüter Karl-Heinz Seyffer, Karl-Heinz Frey, Harry Griesbeck, Martin Kübler, Klaus Kubasik, Helmut Röhrig und Torjäger Bernd Hoffmann gehörte Heilbronn in den letzten drei Jahren der alten Zweitklassigkeit der Regionalliga zu den guten Adressen in Süddeutschland. Am 4. Mai 1974 endete das Kapitel der zweitklassigen Regionalliga mit dem Auswärtsspiel bei München 1860 mit einer 2:7-Niederlage.

#### 2. Bundesliga, Ausklang im Amateurbereich
In den ersten zwei Runden der neu eingeführten 2. Fußball-Bundesliga, 1974/75 und 1975/76, war der mehrjährige Vorsitzende des Ehrengerichts im Bund Deutscher Fußball-Lehrer, auch noch im unmittelbaren Unterbau der Fußball-Bundesliga tätig. Er trainierte im Debütjahr der 2. Bundesliga erneut seinen Heimatverein SpVgg Fürth und belegte mit dem „Kleeblatt“ den 15. Rang. Paul-Werner Hofmann erzielte 23 Treffer an der Seite von Peter Löwer, Bernhard Bergmann und Viggo Jensen. Nach nur einer Runde in der Heimat übernahm er die Traineraufgabe 1975/76 beim SSV Reutlingen. Er übernahm im Oktober 1975 von Rudolf Schießl den SSV, konnte mit dem Aufsteiger aber nicht den Abstieg in das Amateurlager verhindern.
Nach Reutlingen war Fred Hoffmann im Amateurbereich beim FC Herzogenaurach, SC Grundig bzw. MTV Grundig Fürth und beim FSV Bad Windsheim tätig, ehe er noch zum Abschluss ab 1987 sieben Jahre den Nürnberger A-Klassenverein SpVgg Ost trainierte.